# Rota (wojsko)
Rota – oddział wojskowy najczęściej piechoty, także w składzie mieszanym (z jazdą).

## Roty w Polsce
W XV wieku liczebność roty pieszej, zwanej także rotą drabską (od drabów) była bardzo różna. Wahała się  od 20. piechurów do kilkuset. Przeciętna ich wielkość wynosiła jednak ok. 100–200 żołnierzy. W jej skład wchodziło zazwyczaj kilka pocztów. Przy tworzeniu większego oddziału rotmistrze wybierali spośród siebie dowódcę roty (komendanta). Dowódców często nazywano z czeskiego „hetmanami” lub z niemieckiego „rothmagistrami”. Żołnierzy nazywano  „towarzystwem”.
Na początku XVI wieku ujednolicono formę organizacyjną. Rota liczyła 10, 15 lub 20 dziesiątek.
Dziesiątek ustawiał się w rzędzie, draby jeden za drugim, dziesiątki obok siebie. Czoło każdej dziesiątki, czyli pierwszy szereg roty, tworzyli pawężnicy z wielkimi, ciężkimi tarczami w zbrojach ochronnych. Za nimi stali sami dziesiętnicy (dowódcy dziesiątek), tj. kopijnicy z oszczepem albo alabartem także w zbrojach. Następny szereg tworzyli ze spisami (pikami) tzw. drzewy, często z zapalistemi rusznicami u pasa. Kolejne sześć szeregów to strzelcy uzbrojeni w rusznice, a potem w arkebuzy. Ostatni szereg tworzyli ponownie spiśnicy, najczęściej doborowi żołnierze, zapleczni podoficerowie. Walka obronna była prowadzona w ten sposób, że dwa pierwsze szeregi (pawężnicy i dziesiętnicy) przyklękały: pierwszy szereg strzelców oddawał strzały i przyklękał (czekając na powtórny strzał, ładował broń), strzelał drugi szereg strzelców i przyklękał i tak dalej.
Skład dziesiątki:
- kopijnik (towarzysz – dziesiętnik)
- pawężnik
- 6 strzelców

Pod koniec XVI wieku typowa rota organizowana na wyprawę połocką składała się z:
- rotmistrza
- porucznika
- bębnicy (dobosza)
- chorążego
- 26 dziesiętników
- 236 wybrańców

Razem: 266. żołnierzy
Od połowy XVII wieku najmniejszy pododdział wojsk autoramentu cudzoziemskiego liczący 6. żołnierzy.
Obecnie w języku rosyjskim rota oznacza kompanię, w tym znaczeniu używana też była w języku polskim w XIX wieku.

## Roty na świecie
Roty istniały także w innych państwach.  Były to najczęściej ogromne, ciężkie i nieruchliwe prostokąty, po parę tysięcy ludzi, najeżone spisami, o małej sile ogniowej. Ta ogromna masa nie była prawidłowo wykorzystywana w boju. Polska piechota, choć liczebnie skromniejsza, była znacznie obrotniejsza, zwinniejsza i bardziej współcześnie, w owym okresie, uzbrojona. W Rosji na przełomie XVI i XVII wieku 8–10 rot tworzyło pułk. W utworzonych (wojna z Polską 1632–1634) na wzór zachodnioeuropejski pułkach sołdatskich (złożonych z 8 rot) rota piechoty miała 120. muszkieterów i 80. pikinierów. Rotą dowodził porucznik, którego zastępcą był chorąży. Pomagało mu trzech pięćdziesiętników (sierżantów) i okolniczy (kwatermistrz). Ponadto sztab roty składał się z podoficera-dozorcy broni, sześciu esaułów (kaprali), trzech doboszów, dwóch tłumaczy i cyrulika. Łącznie taka rota liczyła 219. żołnierzy.
W czerwcu 1632 roku Rosja przystąpiła do formowania pułku rajtarii złożonego z 12. rot. Rota rajtarska liczyła 167 koni, które   należały do żołnierzy, ale ekwipunek (2 pistolety, rapier lub szabla, napierśnik i hełm) pobierano z carskiej zbrojowni. Jako żołd rajtar pobierał 3 ruble miesięcznie i 2 ruble na paszę dla konia. Równolegle tworzono pułk dragonii także złożony z 12 rot. Rota dragonów liczyła 120. żołnierzy, z których każdy otrzymał od cara konia, krótką pikę i piszczel lub muszkiet. Żołd dragona był bardzo niski, bo oprócz wyżywienia i paszy dla konia wynosił tylko 4 ruble rocznie.